# Quaestiones in Genesim
Le Quaestiones in Genesim ad litteram per interrogationes et responsiones, note anche come Interrogationes et responsiones in Genesin, sono un commento di Alcuino di York al libro biblico della Genesi.

## Contenuti
L'opera, indirizzata a Sigwulf, allievo di Alcuino, comprende 281 domande e le relative risposte sul testo biblico. Secondo alcuni studiosi sarebbe databile intorno al 796 circa. 
Le Quaestiones, create per essere facilmente fruibili e per fungere da promemoria, si occupano soprattutto di questioni storiche o letterali, spiegate con semplici risposte. L’intento di Alcuino sembra proprio quello di creare un “manuale” per chi si accostasse al libro della Genesi per la prima volta, oppure per chi, come suggerisce la lettera prefatoria a Sigwulf, avesse bisogno di rinfrescare la propria memoria.
Le fonti principali che sono state riconosciute sono le Quaestiones in Heptateuchum (Genesis) di Agostino, le Hebraicae quaestiones in Genesim di Girolamo e In Genesim di Beda. 

## Edizioni
I manoscritti che riportano l’opera sono almeno 57. Questo dato mostra che le Quaestiones di Alcuino ebbero grande fortuna nella tradizione esegetica: quest’opera è citata ripetutamente nei lavori di Claudio di Torino, Angelomo di Luxeuil, Aimone d’Auxerre e Remigio d’Auxerre; inoltre circa due secoli dopo la sua composizione originale, fu tradotto in antico inglese da Ælfric di Eynsham con il titolo Interrogationes Sigewulfi.